# カンムリカッコウ
カンムリカッコウ（冠郭公、学名：Clamator coromandus）は、カッコウ目カッコウ科に分類される鳥類の一種である。

## 形態
全長約45cm。雌雄同色である。頭部に長めの冠羽があるのが特徴である。

## 分布
ヒマラヤ山脈の麓のインド、ネパールから中国、東南アジアにおいて繁殖し、北方のものはフィリピン方面へ渡る。
日本では迷鳥として、山形県飛島、石川県舳倉島、薩南諸島、愛知県名古屋市、南西諸島で記録がある。